# Nanipoides maculosa
Nanipoides maculosa är en insektsart som beskrevs av Evans 1939. Nanipoides maculosa ingår i släktet Nanipoides och familjen dvärgstritar. Inga underarter finns listade i Catalogue of Life.